# McFly Clan
McFly Clan était un groupe de P-Funk originaire de Rambouillet en France. En 2006, ils sortent leur premier album intitulé Onion invasion. En 2009, ils sortent leur second disque intitulé When the wise points at the onion.... Le disque est produit par Jay Murphy, membre de Les Gréements de fortune et ancien membre de la Malka Family.
Après différentes formations, la composition du groupe se stabilise fin 2004 et comprend alors les membres suivants : Doc Emett Brown (chant, trompette), Ben Still'a (batterie), Phil Bedoe (basse), Charly Black Dog (guitare, chœurs), Cassis (chant) et Daddy Yomgui (trombone, chœurs). Le groupe se sépare en 2009.

## Influences
La musique de McFly Clan est principalement influencée par le P-Funk de George Clinton, Parliament et Funkadelic.

## Univers
L'univers artistique du groupe a pour thème central le funky onion.
Les membres du McFly Clan auraient fait la rencontre d'un extra-terrestre qui leur aurait confié à cette occasion le secret d'un oignon qui rend "funky" quiconque le goûte. Depuis cette rencontre, la mission du groupe serait donc de répandre ce secret à travers le monde entier, notamment via leur musique.
En 2006, le chanteur du groupe, Doc Emett Brown, publie sur le site du groupe une explication personnelle à cette métaphore de l'oignon.

## Critiques
Dès sa sortie en 2006, le premier album du groupe reçoit de très bonnes critiques, notamment via certains webzines :
"On est clairement dans la veine du vieux chien de Caroline du Nord, j'ai nommé George Clinton et sa folie musicale."(...) "On saute allègrement de pierre en pierre, les pierres s'appelant Isaac Hayes...Norman Whitfield...Stevie Wonder...Hendrix...".
"Le groove est bien là ... et entraînant."
"[McFly Clan] ramasse la flamme du kiff laissé au sol par la Malka Family voilà presque une décennie, redore au passage le blason du P-Funk français bien pâle et semble promis à un avenir radieux."
"Une invasion de P-Funk en Gaule !"(...) "Laissez-vous transporter par Doc Emett Brown et sa clique dans cette odyssée musicale inspirée et prometteuse."
"George Clinton n’a plus à se soucier de sa descendance, les McFly Clan ont largement acquis le niveau."(...) "Dans un tohu-bohu orchestré avec finesse, le clan McFly nous livre cette année un album millésimé absolument incontournable."(...) "Se plaçant donc en référence absolue du funk sauce piquante, il faudra désormais compter sur eux pour réveiller un monde musical anesthésié par un somnambulisme latent."
Le groupe a été cité à deux reprises dans le magazine Funk-U Mag, le seul magazine français entièrement consacré au funk, au rythm'n'blues et à la soul :
1. Funk-U Mag numéro 11: parution d'une critique du premier album du groupe dans la rubrique Top Funk'n Soul.
2. Funk-U Mag numéro 12: McFly Clan est cité comme l'un des 10 principaux groupes actuels de funk en France, aux côtés notamment de Electro Deluxe, Les Gréements de fortune, Juan Rozoff, Sandra Nkaké, Dood...

## Concerts
De 2004 à 2009, le groupe a donné plus d'une cinquantaine de concerts en France, notamment dans les salles parisiennes suivantes : la Scène Bastille, le Canal Opus, la Java, la Balle au Bond, l'Abracadabar, le Gambetta, l'Espace B...
Les membres du groupe ont partagé la scène avec plus de cinquante artistes différents, dont : Juan Rozoff, Sandra Nkaké, Booster, Les Gréements de fortune, Frank Popp Ensemble, Smooth, La Boulette, The Latitudz, Les Blérots de R.A.V.E.L....